# Trần Cảng Bân
Trần Cảng Bân (tiếng Trung: 陳港斌; Yale Quảng Đông: Chàn Góngbān, sinh ngày 13 tháng 4 năm 1996 ở Hồng Kông) là một cầu thủ bóng đá Hồng Kông thi đấu ở vị trí trung vệ cho câu lạc bộ tại Giải bóng đá ngoại hạng Hồng Kông Southern.

## Sự nghiệp câu lạc bộ
Vào ngày 10 tháng 1 năm 2015, Trần ra mắt ở Giải bóng đá ngoại hạng Hồng Kông trong chiến thắng 4-1 cho Hong Kong Pegasus.
Năm 2015, Trần ký hợp đồng với câu lạc bộ tại Giải bóng đá ngoại hạng Hồng Kông Southern.